# 23473 Voss
23473 Voss è un asteroide della fascia principale. Scoperto nel 1990, presenta un'orbita caratterizzata da un semiasse maggiore pari a 2,6832870 UA e da un'eccentricità di 0,2000076, inclinata di 2,91242° rispetto all'eclittica.